# Thérines
 Thérines  es una comuna y población de Francia, en la región de Picardía, departamento de Oise, en el distrito de Beauvais y cantón de Songeons.
Su población en el censo de 1999 era de 168 habitantes.
Está integrada en la Communauté de communes de la Picardie Verte .

## Demografía
| 164 | 165 | 160 | 152 | 155 | 168 |
| Para los censos de 1962 a 1999 la población legal corresponde a la población sin duplicidades (Fuente: INSEE [Consultar]) |     |     |     |     |     |